# Галустов, Виктор Валерьевич
Виктор Валерьевич Галустов (род. 13 марта 1961, Луганск) — советский футболист, выступавший на позиции защитника. Сыграл 33 матча и забил 1 гол в высшей лиге СССР. Мастер спорта СССР (1987).

## Биография
Воспитанник луганского футбола, первый тренер — Борис Васильевич Фомичёв. С 1978 года выступал за дубль «Зари». В основном составе команды дебютировал 27 апреля 1979 года в матче чемпионата СССР против тбилисского «Динамо», выйдя на замену на 65-й минуте вместо Анатолия Оленёва. Всего до конца сезона-1979 провёл пять матчей, а «Заря» вылетела из высшей лиги. В следующем сезоне продолжал выступать за команду в первой лиге.
В 1981 году перешёл в состав дебютанта высшей лиги — симферопольской «Таврии». В своём первом сезоне сыграл 20 матчей и забил один гол, а его команда не смогла удержаться в высшей лиге. Свой единственный гол на высшем уровне забил 13 мая 1981 года в ворота одесского «Черноморца» ударом левой ногой из центрального круга, гол стал победным в матче (1:0). В 1982—1983 годах продолжал играть за «Таврию» в первой лиге.
В 1984 году призван в армию, сначала в одесский СКА, но ещё до начала сезона перешёл в московский ЦСКА. В составе армейцев сыграл восемь матчей в начале сезона, а затем до конца года выступал за дубль. В 1985 году вернулся в Симферополь и в составе «Таврии» дважды (1985 и 1987) становился чемпионом Украинской ССР среди команд второй лиги. В конце карьеры снова выступал за луганскую «Зарю». В возрасте 29 лет получил серьёзную травму и завершил игровую карьеру.
После окончания карьеры живёт в Симферополе, работает в банковской сфере. Участвует в соревнованиях по мини-футболу среди банковских команд.

## Стиль игры
Отличный защитник с превосходными физическими данными. Неуступчив, надежен и позиционно грамотен. Хорошо играл головой, выигрывал все верховые мячи, обладал мощным ударом.— Сайт «Луганск. Наш футбол»

## Личная жизнь
Отец, Валерий Завенович (1939—2017) тоже был футболистом, сыграл более 300 матчей за луганскую «Зарю».
Супруга Наталья, дочь Анастасия.